# Zöldes tirannusz
A zöldes tirannusz (Empidonax virescens) a madarak (Aves) osztályának a verébalakúak (Passeriformes) rendjébe a királygébicsfélék (Tyrannidae) családjába tartozó faj.

## Rendszerezése
A fajt Louis Pierre Vieillot francia ornitológus írta le 1818-ban, a Platyrhynchos nembe Platyrhynchos virescens néven.

## Előfordulása
Kanadában és az Amerikai Egyesült Államokban költ, telelni délebbre vonul, eljut Mexikó, Costa Rica, Salvador, Guatemala, Honduras, Nicaragua, Panama, Kolumbia, Venezuela, Ecuador, Kuba, a Bahama-szigetek, a Turks- és Caicos-szigetek és a Kajmán-szigetek területére is.
A természetes élőhelyei a tűlevelű és lombhullató erdők, szubtrópusi és trópusi síkvidéki esőerdők és cserjések, valamint mocsarak.

## Megjelenése
Testhossza 13–14,5 centiméter, testtömege 12,2–14 gramm.

## Életmódja
Ízeltlábúakkal és gyümölcsökkel táplálkozik.

## Szaporodása
Fészekalja 3-4 tojásból áll.
|  |

## Természetvédelmi helyzete
Az elterjedési területe rendkívül nagy, egyedszáma pedig stabil. A Természetvédelmi Világszövetség Vörös listáján nem fenyegetett fajként szerepel.